# Erwin Lahousen

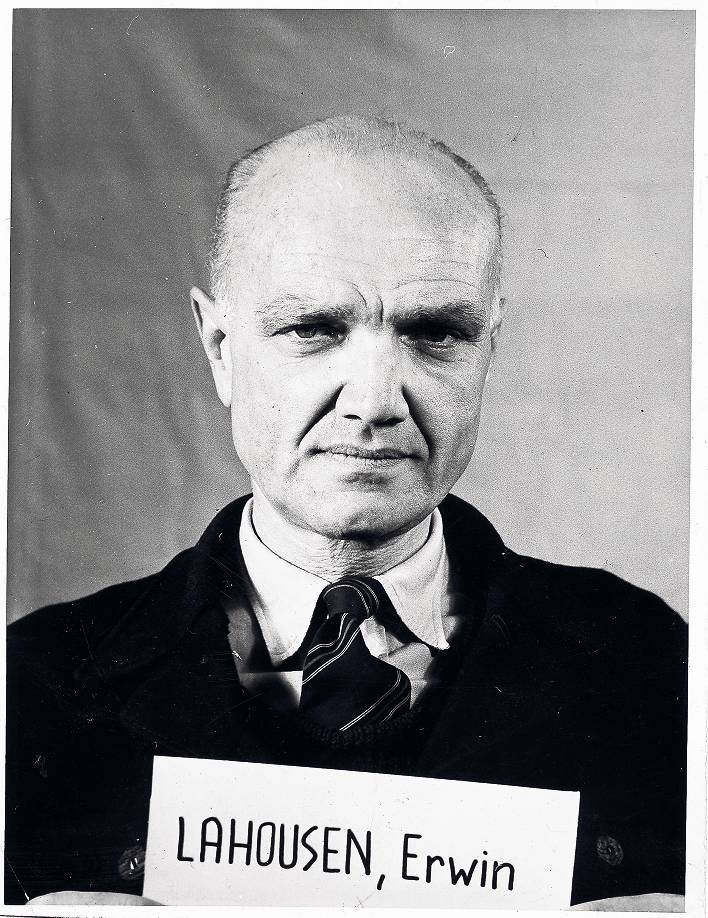
Erwin Lahousen als Zeuge während der Nürnberger Prozesse

Erwin Heinrich René Lahousen (Edler von) Vivremont (* 25. Oktober 1897 in Wien, Österreich-Ungarn; † 24. Februar 1955 in Innsbruck) war ein österreichischer Offizier, der während des Zweiten Weltkrieges Generalmajor der Wehrmacht und Angehöriger des militärischen Widerstands gewesen ist. Von 1939 bis 1943 leitete er die Abteilung für Sabotage und Spezialaufträge des Amtes Ausland/Abwehr der Wehrmacht. Von August 1943 bis Juli 1944 befehligte er als Oberst verschiedene Regimenter an der Ostfront. Nach dem Krieg trat er als Zeuge der Anklage bei den Nürnberger Prozessen auf, wobei er über zahlreiche Kriegsverbrechen aus erster Hand berichten konnte. Lahousens Adelstitel entfiel 1919 durch das österreichische Adelsaufhebungsgesetz.

## Leben

### Herkunft

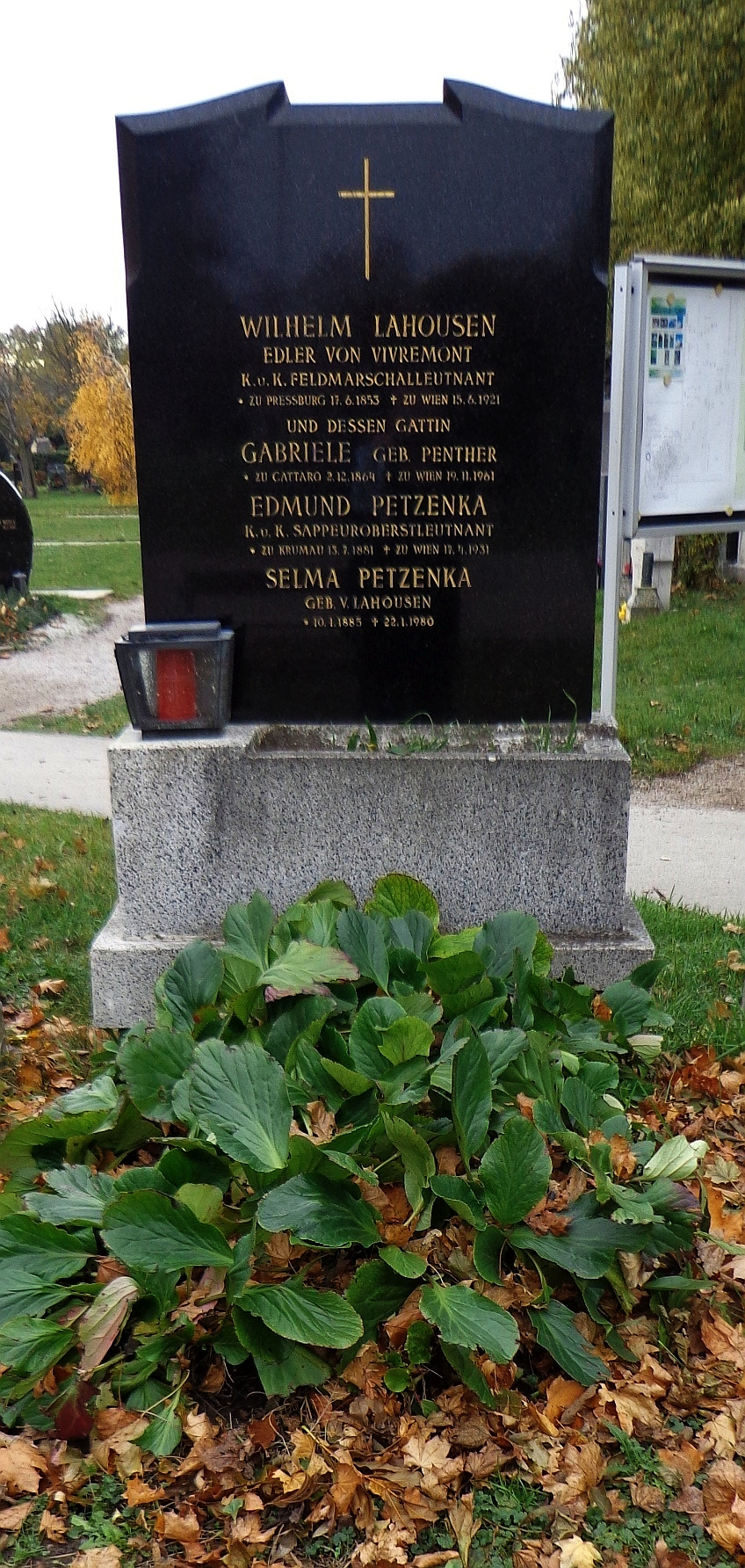
Grab des k.u.k. Feldmarschallleutnants Wilhelm Lahousen von Vivremont

Lahousens Vater, Wilhelm Carl, war Oberst im österreichisch-ungarischen Infanterieregiment Nr. 88 und avancierte in der Folge zum k.u.k. Feldmarschallleutnant. Die im Wesentlichen aus Pastoren und Ratsherren bestehende Familie stammte aus Osnabrück und ließ sich später in Verden an der Aller nieder. Das Wappen wurde ihr schon 1590 in der Hansestadt Osnabrück verliehen. Eine Linie ergriff den Soldatenberuf, den auch Erwin Lahousen in ununterbrochener Reihenfolge in achter Generation wählen sollte. Ein Vorfahre von ihm, Friedrich Christian von Lahousen, hatte sich nach der Teilnahme an der Wiedereroberung Belgrads 1789 in Linz niedergelassen und dort auch die Heimatberechtigung erworben. 1880 wurde die Familie nobilitiert; dies wurde 1919 aufgehoben.

### Im Ersten Weltkrieg
Nach vier Klassen Untergymnasium, drei Jahren Militärischer Ober-Realschule in Mährisch-Weißkirchen und kriegsbedingt nur zwei Jahren Theresianischer Militärakademie in Wiener Neustadt wurde Lahousen infolge seiner Heimatberechtigung am 18. August 1915 als Leutnant zum oberösterreichischen Infanterie-Regiment Nr. 14 nach Linz ausgemustert. Seine Hoffnungen auf eine Einteilung zur Kavallerie erfüllten sich nicht. Trotz eines diesbezüglichen Immediatgesuchs seines Vaters wurde er auf die Zeit nach dem Kriegsende vertröstet. Lahousen verbrachte die gesamte Zeit des Ersten Weltkrieges an der Front und an den militärischen Brennpunkten des Geschehens: So wurde er am 25. Mai 1916 bei der Erstürmung des Monte Cimone durch einen Lungensteckschuss lebensgefährlich verwundet. Nur einer riskanten Operation durch den berühmten oberösterreichischen Chirurgen Anton Eiselsberg verdankte er sein Überleben. Dennoch wartete er seine vollständige Genesung nicht ab, sondern ersuchte um neuerliche Einteilung bei einem Kampftruppenteil an der Front. So wurde er im August 1917 an die Südfront abkommandiert. Er nahm an der 11. Isonzoschlacht und in ihrem Rahmen an den Kämpfen am Monte San Gabriele teil.
Am 8. September 1917 erkrankte der am 1. Mai desselben Jahres zum Oberleutnant beförderte Lahousen infolge einer Gasvergiftung an einer zentralen Lungenentzündung, deren Behandlung mit den damals zur Verfügung stehenden Medikamenten schwierig und langwierig war. Dennoch wurde er erneut auf eigenen Wunsch 1918 wieder direkt im Frontbereich im Abschnitt der 50. Infanterie-Truppendivision eingesetzt. Für seine Verdienste wurde er mit dem Militärverdienstkreuz mit Schwertern und Kriegsdekoration, dem Karl-Truppenkreuz, der Verdienstmedaille und der hessischen Tapferkeitsmedaille ausgezeichnet.
Nach Kriegsende marschierte er mit seiner Division von der Front nach Wien zurück, wodurch er sich der italienischen Gefangenschaft entziehen konnte.
Lahousens Erfahrungen im Ersten Weltkrieg führten dazu, dass er später ein entschiedener Kriegsgegner war und daher auch Adolf Hitlers Kriegspolitik von vornherein völlig ablehnte.

### Im Heer der Ersten Republik
Oberleutnant Lahousen diente ab 1. Januar 1919 bis 1920 in der Volkswehr, dem ersten provisorischen Heer der Republik Deutsch-Österreich, als Zugs-Kommandant der Depot-Wachen Korneuburg und Kaiserebersdorf. Am 25. Oktober 1920 legte er dann den Dienst-Eid im Berufsheer der Ersten Republik ab und wurde mit Wirkung vom 30. Mai 1921 zunächst wieder nach Linz und 1922 nach Freistadt versetzt. Am 1. Mai 1925 wurde er zum Hauptmann befördert. Damit würdigte das Bundesheer seinen vorbildlichen Einsatz im Ersten Weltkrieg. Es folgten 1929 ein „Heerespsychotechnischer Kurs“ und 1930 die Zulassung zu der dreijährigen Ausbildung für den höheren militärischen Dienst (Generalstabskurs), die er als Nummer 2 von mehr als 200 Aspiranten abschloss. Am 25. August 1933 zum Major befördert, erfolgte nach einer Erprobungsphase in verschiedenen Verwendungen die Versetzung in das Verteidigungsministerium mit Wirkung vom 1. Januar 1935.
Hier leitete er, am 8. Juni zum Oberstleutnant des höheren militärischen Dienstes befördert, bis 1938 den Evidenz- und Informationsdienst, wobei er auftragsgemäß auf der Basis des geheimen Zusatzabkommens zum Staatsvertrag vom 11. Juli 1936, den Hitler dem österreichischen Bundeskanzler Schuschnigg aufzwang, gegen die Tschechoslowakei nachrichtendienstlich zusammenzuarbeiten und die Berichte durch den deutschen Militärattaché, Generalleutnant Wolfgang Muff, weiterzuleiten hatte. Sein Nachfolger in Wien wurde Ende 1938 Rudolf von Marogna-Redwitz.

### Abwehroffizier im Widerstand
Nach der Übernahme in die deutsche Wehrmacht leitete Oberstleutnant i. G. Lahousen zunächst ab 1. Januar 1939 die Abteilung II des Amtes Ausland/Abwehr. Zu diesem Zeitpunkt begann Lahousen im Auftrag von Wilhelm Canaris ein Dienst-Tagebuch anzulegen; Admiral Canaris führte selbst ein Tagebuch, „dessen Sinn und Zweck es sein sollte, der Nachwelt einmal jene in ihrer wahren Gestalt zu zeigen, die damals die Geschicke des deutschen Volkes gelenkt haben“. Dieses fragmentarisch erhaltene Dienst-Tagebuch von Lahousen befindet sich heute in den National Archives in Washington und stellt eine wichtige zeitgeschichtliche Quelle dar. Die täglichen Befehle, die er bekommen und erteilt hatte, waren der Inhalt dieses Tagebuches und der Diensttagebücher der anderen Abteilungsleiter, die zu führen Canaris angeordnet hatte: „Schreiben Sie das nieder, meine Herren. Sie werden einmal Rede und Antwort stehen müssen.“
Lahousen führte am 25. und 26. August 1939 die fehlgeschlagene Besetzung des Jablunkapasses, ein Kommandounternehmen im Vorfeld des Überfalls auf Polen.
Als im Laufe des Kriegs alle Proteste der Angehörigen des Amtes Ausland/Abwehr gegen die Verbrechen des deutschen Militärs ignoriert wurden, entschlossen sich Canaris und Lahousen, die Bestrebungen für ein Attentat auf Hitler, verbunden mit einem Sturz des NS-Systems unter Verwendung der modifizierten Planungen des Unternehmens Walküre, aktiv zu unterstützen. Canaris befürwortete eine Verhaftung Hitlers, ließ Lahousen mit seinen Attentatsvorbereitungen aber gewähren.
Als Canaris am 7. März 1943 in Begleitung von Lahousen und Hans von Dohnanyi zu einer Besprechung in das Hauptquartier der Heeresgruppe Mitte nach Smolensk flog, gelang es Lahousen, eine Kiste mit englischem Sprengstoff mit englischen chemischen Zündstiften, die bei Abwürfen vom SOE erbeutet wurden, für ein Attentat auf Hitler mitzunehmen. Oberst Henning von Tresckow und Oberleutnant Fabian von Schlabrendorff präparierten den Sprengstoff nach Versuchen so, dass er einem Paket mit zwei Flaschen glich, die er am 13. März 1943 dem unwissenden Oberst Brandt übergab, der in Hitlers Flugzeug mitflog. Wie vielfach in der Fachliteratur dargestellt, scheiterte das Attentat durch die Kälte im Gepäckraum in der Flughöhe. Auch Lahousens Möglichkeiten, Widerstand zu leisten, neigten sich dem Ende zu. Als Oberst i. G. hatte er obligatorisch vor der Ernennung zum Generalmajor eine sechsmonatige Frontbewährung zu absolvieren, weshalb er am 1. August 1943 die Leitung der Abteilung II an Oberst Wessel Freytag von Loringhoven abgeben musste.
Anschließend übernahm Lahousen an der Ostfront das Kommando über die Grenadierregimenter 96 und später 4 sowie anschließend über das Jägerregiment 41 (L). Im Verlauf der Kämpfe während der Operation Bagration erhielt Lahousens Gefechtsstand am 19. Juli 1944 einen Volltreffer, bei dem er schwer verwundet wurde. Deshalb wurde er als frontuntauglich in die Führerreserve versetzt, mit dem Eisernen Kreuz Erster Klasse und dem Deutschen Kreuz in Gold ausgezeichnet und am 1. Januar 1945 mit Rangziffer 1 zum Generalmajor befördert. Seine Mitgliedschaft im Widerstand war infolge seiner Frontverwendung von der Gestapo und dem SD unbemerkt geblieben.

### Nachkriegszeit

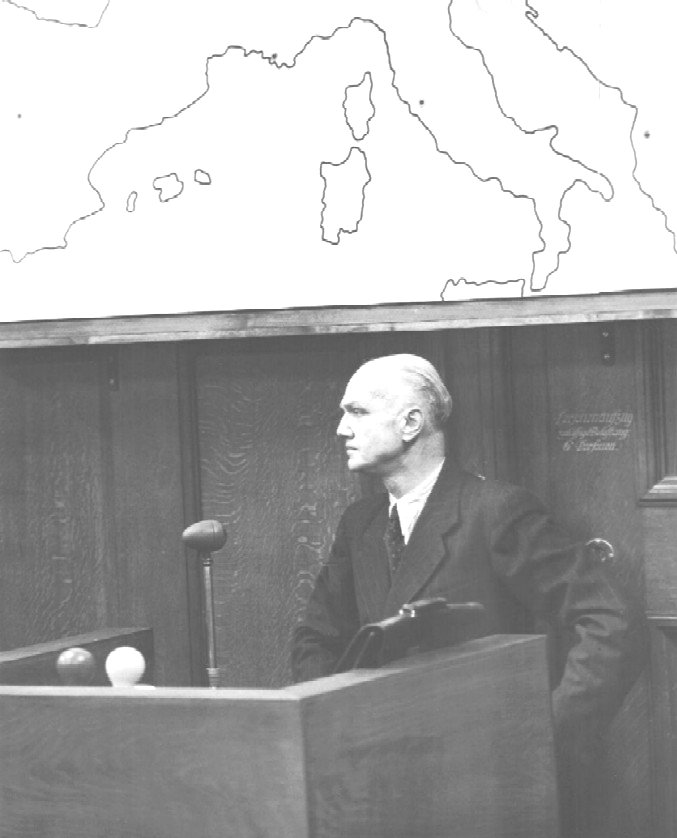
Erwin Lahousen im Zeugenstand beim Nürnberger Prozess

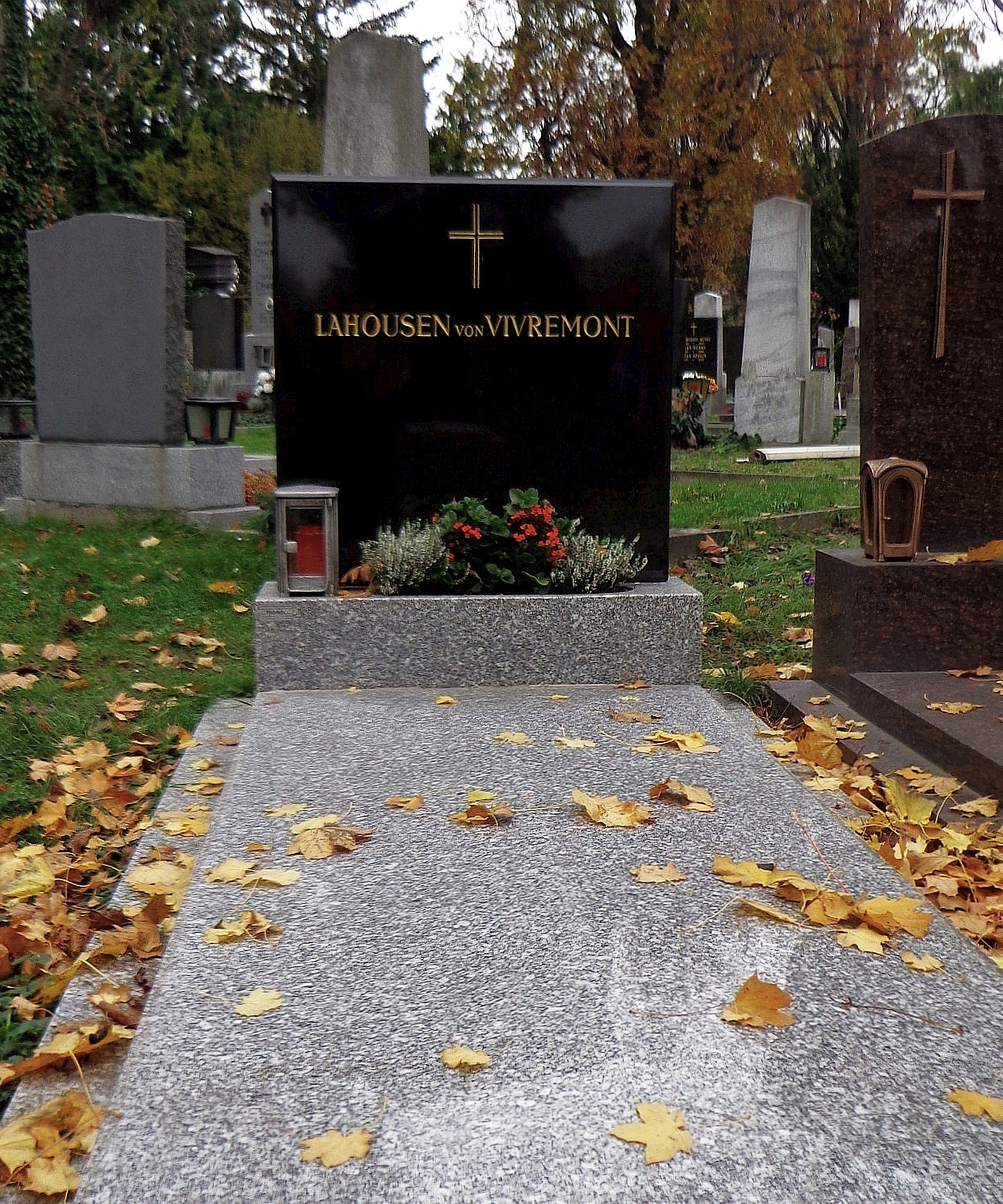
Grab der Familie Lahousen-Vivremont, in dem auch Erwin Lahousen bestattet ist

Nach Kriegsende geriet Generalmajor Lahousen in US-amerikanische Kriegsgefangenschaft und wurde vom 23. August bis 8. Dezember 1946 vom britischen Secret Service verhört, wobei er auch im Lazarett lag.
Ab 30. November 1945 sagte er in Nürnberg im Rahmen des Prozesses gegen die Hauptkriegsverbrecher als einziger Kronzeuge der Anklage aus. „Ich muss aussagen für alle, die sie ermordet haben – ich bin der einzige Überlebende [der leitenden Offiziere des Amtes Ausland/Abwehr]“, betonte er dabei – nach seinem damaligen Wissensstand – gegenüber dem amerikanischen Gefängnispsychologen Gustave M. Gilbert, der ihn gesucht, zur Aussage im Prozess in Nürnberg aufgefordert und dorthin begleitet hatte.
Zentraler Gegenstand seiner Erklärungen waren die verbrecherischen Hintergründe des Kriegsgeschehens, welches im Osten als reiner Vernichtungskrieg konzipiert war, sowie die Behandlung von Millionen russischer Kriegsgefangener, deren Tod vielfach bewusst in Kauf genommen wurde. So waren etwa im Februar 1942 von über drei Millionen sowjetischen Gefangenen infolge der schlechten Behandlung in den Lagern nur mehr knapp eine Million am Leben. Lahousen machte auch detaillierte Angaben über die nicht ausgeführten Mordaufträge an das Amt Ausland/Abwehr, die Auslösung des Krieges gegen Polen, die Mordaktionen der SS-Einsatzgruppen hinter der Front und viele andere Verbrechen des NS-Regimes. Somit hat er einen wesentlichen Anteil an der Verurteilung von Kriegsverbrechern, die ohne seine Aussagen nicht zur Verantwortung hätten gezogen werden können.
Als er zum Zeugenstand gerufen wurde, reagierten mehrere Angeklagte ausfallend. So beleidigte Hermann Göring ihn wiederholt und öffentlich.
Nach seiner Entlassung aus der US-amerikanischen Kriegsgefangenschaft am 4. Juni 1947 zog sich Lahousen nach Seefeld in Tirol zurück. 1953 heiratete er die Witwe des ehemaligen österreichischen Staatssekretärs Theodor Znidaric und übersiedelte mit ihr und ihren drei Kindern nach Innsbruck, wo er am 24. Februar 1955 seinem dritten Herzinfarkt erlag.

## Film
- Das Zeugenhaus mit Matthias Brandt als Erwin Lahousen, im ZDF erstmals gesendet am 24. November 2014 (20.15 Uhr) mit anschließender Dokumentation.